# Accident du Tupolev 144 près de Iegorievskt en 1978
L'accident de Iegoryevsk Tu-144 de 1978 s'est produit lors d'un vol d'essai d'un Tupolev Tu-144 le 23 mai, vol prévu avant sa livraison à la compagnie Aeroflot. L'avion a subi une fuite de carburant, qui a conduit à un incendie en vol dans l'aile droite, forçant l'arrêt de deux des quatre moteurs de l'avion. Le cockpit est alors enfumé; puis l'un des deux moteurs restants est tombé en panne, obligeant l'équipage à effectuer un atterrissage train rentré sur le ventre dans un champ près de Iegorievsk, dans l'oblast de Moscou. À l'impact, le nez du fuselage pénètre dans la cabine, tuant deux mécaniciens navigants ; les six autres membres d'équipage ont survécu, mais ont été blessés.

## Enquête
Une analyse a révélé que 27 minutes avant l'accident, la fuite avait répandu 8 tonnes de kérosène dans l'aile. Le commandant n’en a pas été informé parce que la quantité anormale de carburant restant a été considérée comme incorrecte par les mécaniciens navigants en raison de problèmes récurrents des jauges de carburant,.

## Conséquences
L'accident a entraîné une interdiction des vols passagers du Tu-144, qui avait déjà été en proie à de nombreux problèmes, entraînant un manque d'intérêt qui a finalement abouti à l'annulation du programme Tu-144.